# Nishi-ku (Nagoya)
Pour les articles homonymes, voir Nishi-ku.
Nishi (西区, Nishi-ku) est l'un des seize arrondissements de la ville de Nagoya au Japon.

## Géographie

### Situation
L'arrondissement est situé au nord-ouest de la ville.

### Démographie
En 2016, sa population était de 149 471 habitants pour une superficie de 17,89 km2, ce qui fait une densité de population de 8 340 hab./km2.

## Histoire
L'arrondissement a été créé en 1908.

## Lieux notables
- Tour Nagoya Lucent

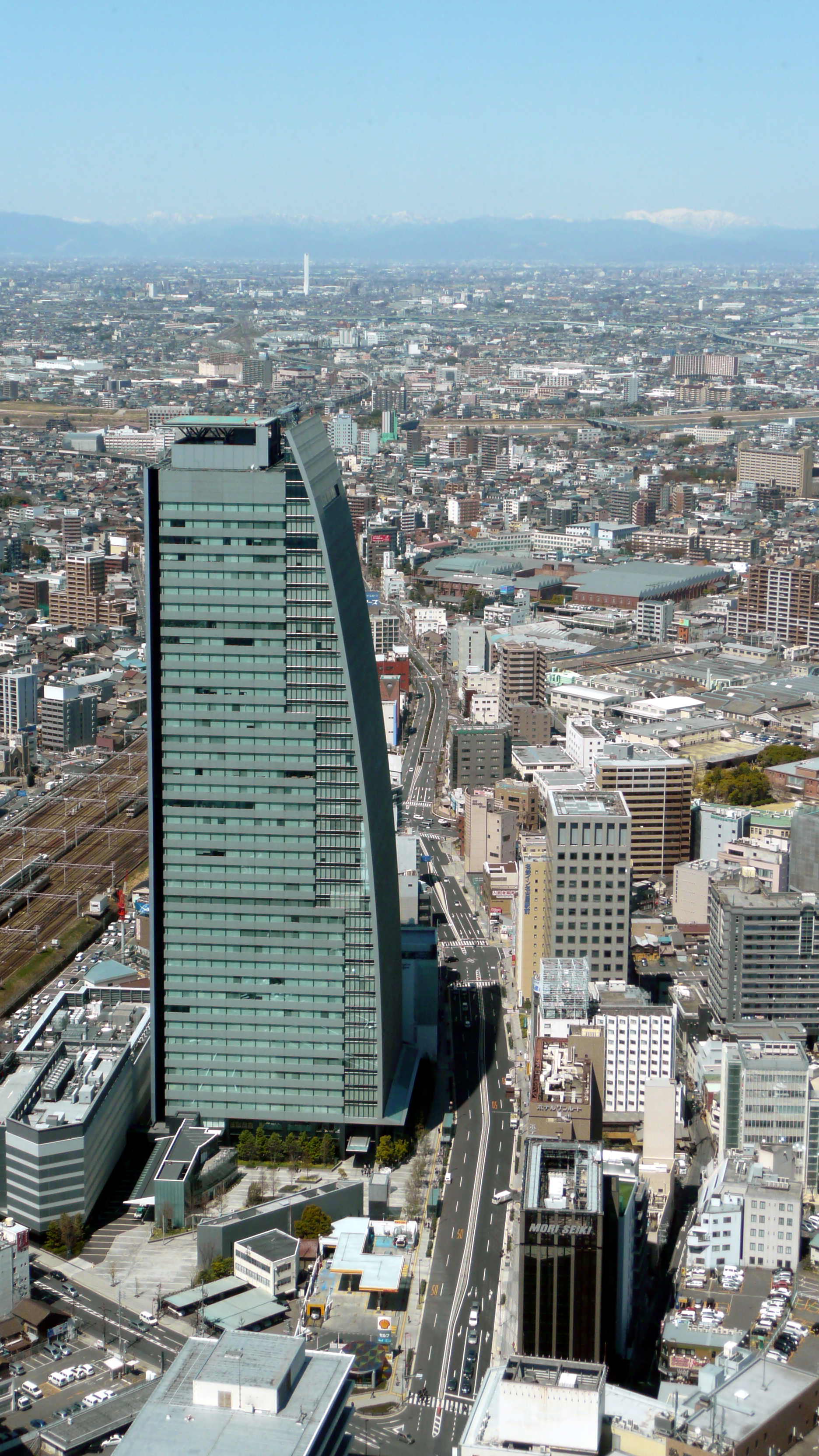
Nishi-ku avec la tour Nagoya Lucent.

- Toyota Commemorative Museum of Industry and Technology
- Musée de la porcelaine Noritake

## Transports publics
L'arrondissement est desservi par plusieurs lignes ferroviaires :
- la ligne Tsurumai du métro de Nagoya ;
- les lignes Nagoya et Inuyama de la Meitetsu ;
- la ligne Jōhoku de la TKJ.